# Serie A2 2007-2008 (rugby a 15)
La serie A2 2007-08 fu il primo campionato intermedio tra la seconda e la terza divisione di rugby a 15 in Italia.
Si tenne dal 7 ottobre 2007 al 27 aprile 2008 tra 12 squadre a girone unico, e la sua vincitrice partecipò alla serie A1 della stagione successiva, oltre a essere ammessa ai play-off promozione in Super 10 della contemporanea edizione di serie A1.
Fu il primo campionato dopo la ristrutturazione operata dalla F.I.R. sulle serie sottostanti il Super 10: fu articolato su due livelli di merito di cui la A2 fu la più bassa: mentre la A1 esprimeva 3 squadre per i play-off promozione in Super 10, la A2 ne esprimeva uno solo, e le sue due ultime squadre retrocedevano in serie B direttamente, mentre le ultime due di A1 spareggiavano con la quartultima e la terzultima di serie A2.
Vincitrice della serie A2 fu la S.S. Lazio, che fu promossa in A1 e ammessa a disputare i playoff promozione e titolo, eliminata in semifinale nel derby cittadino contro la Rugby Roma.
Modena e Segni retrocedettero direttamente in serie B, mentre CUS Padova e Reggio Emilia persero gli spareggi-salvezza contro Benevento e Badia per la permanenza in A2.

## Squadre partecipanti
| Club               | Sponsor                            | Città         | Impianto interno         |
| ------------------ | ---------------------------------- | ------------- | ------------------------ |
| Benetton Treviso A | Benetton (abbigliamento)           | Treviso       | Stadio di Monigo         |
| Brescia            | Banco di Brescia                   | Brescia       | Stadio Invernici         |
| CUS Padova         |                                    | Padova        | Impianti del Piovego     |
| Firenze 1931       | Giunti (editoria)                  | Firenze       | Stadio Padovani          |
| S.S. Lazio         | Mantovani (costruzioni)            | Roma          | C.S. Giulio Onesti       |
| Livorno            | Bozzi (meccanica di precisione)    | Livorno       | Stadio Montano           |
| Lyons              | Banca Farnese                      | Piacenza      | Stadio Beltrametti       |
| Modena             | Donelli (alimentari)               | Modena        | Stadio Collegarola       |
| Noceto             | Vi.Bu. (utensileria)               | Noceto        | Stadio Nando Capra       |
| Pro Recco          | Med Italia (biomedica)             | Recco         | Stadio Androne           |
| Reggio Emilia      | Exagerate (accessori per computer) | Reggio Emilia | Stadio Crocetta Canalina |
| Segni              | S.G. Soluzioni Logistiche          | Segni         | Stadio del rugby         |

## Formula
La F.I.R. decise la composizione delle due categorie con il proprio comunicato federale n. 1 2007-2008 del 3 agosto 2007.
Per quanto riguarda la serie A2, essa fu composta dalle seguenti dodici squadre:
- le 8 squadre dal settimo al decimo posto dei gironi 1 e 2 della serie A 2006-07;
- le 4 squadre promosse dalla serie B 2006-07.

Il campionato si tenne a girone unico; a essere interessati ai play-off e ai play-out furono la prima, la nona e la decima classificata, mentre le ultime due classificate di A2 retrocedettero direttamente in serie B.
- la prima classificata entrò nei play-off promozione come quarta del seeding dopo le prime tre classificate di serie A1 e fu abbinata in semifinale alla prima classificata della serie A1;
- la nona e la decima della serie A2 furono abbinate, nei play-out salvezza, rispettivamente alla dodicesima e all'undicesima di serie A1: ciascuna delle due perdenti del doppio confronto sarebbe stata retrocessa in serie B, le vincenti rimanevano in serie A2[3][5].

## Stagione regolare
| 7-10-2007  | 1ª/12ª giornata           | 23-12-2008 |
| ---------- | ------------------------- | ---------- |
| 10-39      | CUS Padova - Lazio        | 20-33      |
| 45-13      | Livorno - Firenze         | 17-20      |
| 29-13      | Brescia - Modena          | 20-3       |
| 18-31      | Segni - Benetton          | 7-118      |
| 30-22      | Lyons - Noceto            | 21-16      |
| 10-13      | Reggio Emilia - Pro Recco | 14-33      |
|            |                           |            |
| 28-10-2007 | 4ª/15ª giornata           | 27-1-2008  |
| 27-24      | Benetton - Noceto         | 14-14      |
| 30-17      | Firenze - Reggio Emilia   | 17-33      |
| 28-24      | Lazio - Lyons             | 27-21      |
| 18-21      | Modena - Segni            | 18-15      |
| 27-0       | Pro Recco - CUS Padova    | 20-25      |
| 18-18      | Brescia - Livorno         | 27-34      |
|            |                           |            |
| 18-11-2007 | 7ª/18ª giornata           | 30-3-2008  |
| 11-24      | Benetton - Lazio          | 11-27      |
| 17-16      | Firenze - Pro Recco       | 22-35      |
| 24-40      | Segni - Livorno           | 10-78      |
| 38-10      | Lyons - CUS Padova        | 16-22      |
| 39-13      | Noceto - Modena           | 8-31       |
| 8-40       | Reggio Emilia - Brescia   | 11-19      |
|            |                           |            |
| 9-12-2007  | 10ª/21ª giornata          | 20-4-2008  |
| 12-25      | CUS Padova - Benetton     | 10-75      |
| 34-10      | Livorno - Noceto          | 14-26      |
| 3-10       | Modena - Lazio            | 12-66      |
| 16-31      | Brescia - Firenze         | 9-10       |
| 10-18      | Segni - Reggio Emilia     | 23-28      |
| 35-14      | Lyons - Pro Recco         | 25-30      |

| 14-10-2007 | 2ª/13ª giornata            | 13-1-2008 |
| ---------- | -------------------------- | --------- |
| 50-20      | Benetton - Lyons           | 33-23     |
| 27-13      | Firenze - Segni            | 24-8      |
| 23-17      | Lazio - Livorno            | 13-8      |
| 9-9        | Modena - CUS Padova        | 18-40     |
| 28-0       | Pro Recco - Brescia        | 15-20     |
| 27-8       | Noceto - Reggio Emilia     | 29-8      |
|            |                            |           |
| 4-11-2007  | 5ª/16ª giornata            | 17-2-2008 |
| 24-25      | Benetton - Pro Recco       | 25-22     |
| 44-5       | Livorno - CUS Padova       | 17-14     |
| 0-36       | Segni - Brescia            | 11-53     |
| 49-19      | Lyons - Modena             | 32-23     |
| 27-3       | Noceto - Firenze           | 13-29     |
| 12-31      | Reggio Emilia - Lazio      | 0-59      |
|            |                            |           |
| 25-11-2007 | 8ª/19ª giornata            | 6-4-2008  |
| 28-3       | CUS Padova - Reggio Emilia | 32-5      |
| 7-9        | Lazio - Firenze            | 9-10      |
| 36-19      | Livorno - Lyons            | 17-35     |
| 7-27       | Modena - Benetton          | 35-51     |
| 50-0       | Pro Recco - Segni          | 23-17     |
| 16-23      | Brescia - Noceto           | 26-29     |
|            |                            |           |
| 16-12-2007 | 11ª/22ª giornata           | 27-4-2008 |
| 32-18      | Benetton - Livorno         | 18-25     |
| 25-10      | Firenze - CUS Padova       | 25-20     |
| 14-8       | Lazio - Brescia            | 7-20      |
| 22-15      | Pro Recco - Modena         | 14-31     |
| 50-5       | Noceto - Segni             | 15-29     |
| 29-28      | Reggio Emilia - Lyons      | 0-60      |

| 21-10-2007 | 3ª/14ª giornata          | 20-1-2008 |
| ---------- | ------------------------ | --------- |
| 13-19      | CUS Padova - Brescia     | 13-12     |
| 40-16      | Livorno - Modena         | 36-20     |
| 14-38      | Segni - Lazio            | 25-56     |
| 32-31      | Lyons - Firenze          | 20-12     |
| 32-10      | Noceto - Pro Recco       | 17-16     |
| 30-36      | Reggio Emilia - Benetton | 5-38      |
|            |                          |           |
| 11-11-2007 | 6ª/17ª giornata          | 2-3-2008  |
| 58-7       | CUS Padova - Segni       | 31-31     |
| 22-24      | Firenze - Benetton       | 31-15     |
| 37-18      | Lazio - Noceto           | 17-16     |
| 29-39      | Modena - Reggio Emilia   | 29-24     |
| 23-32      | Pro Recco - Livorno      | 15-21     |
| 26-9       | Lyons - Brescia          | 12-35     |
|            |                          |           |
| 2-12-2007  | 9ª/20ª giornata          | 13-4-2008 |
| 14-12      | Benetton - Brescia       | 31-17     |
| 34-15      | Firenze - Modena         | 24-18     |
| 27-16      | Lazio - Pro Recco        | 7-11      |
| 32-6       | Lyons - Segni            | 31-8      |
| 34-17      | Noceto - CUS Padova      | 5-19      |
| 37-26      | Reggio Emilia - Livorno  | 15-36     |

### Classifica
|  |     | Squadra            | G  | V  | N | P  | PF  | PS  | P±   | B  | Pen | Pt |
|  | --- | ------------------ | -- | -- | - | -- | --- | --- | ---- | -- | --- | -- |
|  | 1.  | S.S. Lazio         | 22 | 18 | 0 | 4  | 599 | 296 | 303  | 12 | 0   | 84 |
|  | 2.  | Benetton Treviso A | 22 | 16 | 1 | 5  | 730 | 428 | 302  | 14 | 0   | 80 |
|  | 3.  | Firenze 1931       | 22 | 15 | 0 | 7  | 466 | 419 | 47   | 14 | 0   | 74 |
|  | 4.  | Livorno            | 22 | 14 | 1 | 7  | 653 | 433 | 220  | 15 | 0   | 73 |
|  | 5.  | Lyons              | 22 | 13 | 0 | 9  | 629 | 477 | 152  | 13 | 0   | 65 |
|  | 6.  | Noceto             | 22 | 11 | 1 | 10 | 494 | 424 | 70   | 11 | 0   | 57 |
|  | 7.  | Pro Recco          | 22 | 11 | 0 | 11 | 478 | 416 | 62   | 12 | 0   | 56 |
|  | 8.  | Brescia            | 22 | 10 | 1 | 11 | 461 | 364 | 97   | 13 | 0   | 55 |
|  | 9.  | CUS Padova         | 22 | 8  | 2 | 12 | 418 | 527 | −109 | 7  | 0   | 43 |
|  | 10. | Reggio Emilia      | 22 | 6  | 0 | 16 | 353 | 673 | −320 | 7  | 0   | 31 |
|  | 11. | Modena             | 22 | 4  | 1 | 17 | 395 | 648 | −253 | 8  | 0   | 26 |
|  | 12. | Segni              | 22 | 2  | 1 | 19 | 302 | 873 | −571 | 5  | 4   | 11 |

## Verdetti
- S.S. Lazio: promossa in Serie A1
- CUS Padova e Reggio Emilia: retrocesse in Serie B dopo spareggio
- Modena e Segni: retrocesse direttamente in Serie B